# Always Outnumbered, Never Outgunned
Always Outnumbered, Never Outgunned es el cuarto álbum de estudio de la banda inglesa de rock electrónico The Prodigy. Fue lanzado durante agosto y septiembre de 2004 en Reino Unido por XL Recordings y en Estados Unidos por Mute Records y Maverick Records. Fue el primer álbum de The Prodigy sin Leeroy Thornhill y sin contener las voces de Keith Flint o Maxim Reality en la mayoría de las canciones.

## Lista de canciones
Todas las canciones escritas y compuestas por Liam Howlett, excepto donde se indique. 
| N.º | Título                                                      | Letras | Escritor(es)           | Duración |  |
| 1.  | «Spitfire»                                                  |        |                        | 5:07     |  |
| 2.  | «Girls»                                                     |        |                        | 4:06     |  |
| 3.  | «Memphis Bells»                                             |        | Howlett/Neil Maclellan | 4:28     |  |
| 4.  | «Get Up Get Off»                                            |        |                        | 4:19     |  |
| 5.  | «Hotride»                                                   |        |                        | 4:35     |  |
| 6.  | «Wake Up Call»                                              |        |                        | 4:55     |  |
| 7.  | «Action Radar»                                              |        |                        | 5:32     |  |
| 8.  | «Medusa's Path»                                             |        | Howlett/Maclellan      | 6:10     |  |
| 9.  | «Phoenix»                                                   |        |                        | 4:38     |  |
| 10. | «You'll Be Under My Wheels»                                 |        | Howlett/Maclellan      | 3:56     |  |
| 11. | «The Way It Is»                                             |        |                        | 5:45     |  |
| 12. | «Shoot Down» (con Noel Gallagher y Liam Gallagher de Oasis) |        | Howlett/Maclellan      | 4:28     |  |

Bonus track de edición japonesa
| Bonus track de edición japonesa |              |          |  |
| N.º                             | Título       | Duración |  |
| 13.                             | «More Girls» | 4:27     |  |

## Créditos
- Liam Howlett – producción, programación, teclado, bajo, guitarra
- Maxim Reality – voz en "Spitfire" y "More Girls"
- Keith Flint – voz en "Hotride (El Batori Mix)"